# III. Robert de La Marck
III. Robert de La Marck, közismerten La Marck marsall vagy Fleuranges marsall (Sedan, 1491 – Longjumeau, 1536. december 21.) Bouillon hercege, Sedan és Fleuranges ura, felesége révén Braine grófja; 1526-tól Franciaország marsallja, az itáliai háborúk hadvezére I. Ferenc uralkodása idején. Gyermeke, IV. Robert de La Marck maga is marsalli rangot szerzett.

## Családja, származása
Bouillon uradalmát az első keresztes hadjáratot vezető Gottfried alsó-lotaringiai herceg 1096-ban adta el a Liège-i Püspökségnek. A vesztfáliai La Marck-ház arembergi ágához tartozó II. Eberhard / Évrard (1365–1440), III. Robert ükapja 1424-ben vásárolta meg a sedani uradalmat Bouillon közelében. Fia, I. Jean de La Marck (1410–1470/80) VII. Károly francia király kamarásaként szolgált, és 1456-ban elsőként kapta meg a bouilloni hercegi címet. Gyermeke, I. Robert 1489-ben francia szolgálatban esett el Yvois ostrománál. Fia, II. Robert (1468–1536) hozzá hasonlóan francia oldalon harcolt az itáliai háborúkban; másik fia, Érard de La Marck (1472–1538) pedig XII. Lajos francia király jóvoltából Liège püspöke, később pedig bíboros lett.
II. Robert herceg 1490-ben vette feleségül Catherine de Croÿ-t (1471–1544), a befolyásos burgundi I. Philippe de Croÿ-Chimay (1436–1482) gróf leányát, I. Charles de Croÿ-Chimay (1455–1527) gróf húgát. III. Robert volt az elsőszülött gyermekük az összesen nyolc közül.

## Pályafutása
Az ifjú Robert tízéves korában XII. Lajos udvarába került, ahol jó barátságot kötött a nála néhány évvel fiatalabb trónörökössel, a későbbi I. Ferenc királlyal. 1510-ben, a negyedik itáliai háború idején csatlakozott a Milánói Hercegséget megszállva tartó francia sereghez, ahol ettől kezdve minden hadjáratban részt vett és kiérdemelte a „Kalandor Fleuranges” (Fleuranges l'Adventureux) ragadványnevet. Maroknyi emberrel elfoglalta Verona városát. 1512-ben Flandriába küldték, hogy toborozzon 10.000 katonát, majd apja parancsnoksága alatt térjen vissza Itáliába. A franciák áprilisi ravennai győzelmét követően részt vett Alessandria bevételében. A francia sereg 1513. június 6-án vereséget szenvedett a pápai, milánói és svájci erőktől Novara mellett. Az ifjú La Marck épphogy megmenekült, több mint negyven sérülést szerzett. Az apja mentette meg, és előbb a piemonti Vercellibe, majd Lyonba küldték lábadozni.
Az ötödik itáliai háború idején, 1515-ben a trónra lépő I. Ferenc seregében tért vissza olasz földre, ahol hősiesen harcolt a svájciakat szétzúzó marignanói csatában. A király személyesen ütötte lovaggá a csatamezőn. A diadal eredményeképp a franciák ismét megszerezték a Milánói Hercegséget. Ezt követően La Marck vezette Cremona bevételét, majd hazahívták betegeskedő apjához. Bár apja, II. Robert herceg 1518–1521 között császári szolgálatba állt, miután ládzsáskompániáját felosztlatták annak fosztogatásai miatt, fia végig megmaradt Ferenc király hűségén.
1519-ben a király a Szent Mihály-rend lovagjává fogadta, és diplomáciai megbízást kapott: feladata az volt, hogy elérje I. Ferenc megválasztását a német-római császári trónra. A küldetés kudarcot vallott, helyette az ifjú spanyol király, Burgundia ura, Habsburg Károly szerezte meg a választófejedelmek többségének szavazatát. La Marck 1520-ban az aranybrokát mezejének (camp du drap d'or) nevezett, VIII. Henrik angol királlyal tartott királytalálkozón is részt vett.
A hetedik itáliai háború során, 1525-ben részt vett a katasztrofális francia vereséggel végződő paviai csatában, ahol Ferenc királyhoz hasonlóan maga is spanyol fogságba esett. Hogy megtorolja apja árulását, V. Károly éveken át Flandriában, a zeelandi Sluis városában tartotta rabságban; ezalatt írta meg emlékiratait. A madridi rabságából hazatérő I. Ferenc 1526. március 23-án marsallá nevezte ki a paviai csatában szerzett sérüléseibe belehalt Thomas de Foix-Lescun helyére, ezen kívül novemberben megtette Château-Thierry és Châtillon-sur-Marne várnagyává.
1535-ben a milánói örökösödés kapcsán újra fellángoltak a küzdelmek Habsburg Károly és Valois Ferenc között, és kitört a nyolcadik itáliai háború. A császári főerők 1536-ban Provence-re törtek, míg egy másik hadsereg az északi Pikárdiára tört III. Hendrik van Nassau-Breda gróf vezetésével. Augusztusban megkezdték Péronne ostromát, amit La Marck marsall közel egy hónapon keresztül kitartóan védelmezett, így a nassaui gróf kénytelen volt elvonulni szeptemberben.
Apja 1536 novemberében halt meg, ekkor örökölte meg Bouillon hercegségét. A címet azonban nem sokáig birtokolhatta, mert rövidesen meghalt Longjumeau-ban, 1536. december 21-én. A sedani Szent Lőrinc-templomban temették el.

## Házassága, utódlása
1510. április 1-jén a vigny-i kastélyban vette feleségül Guillemette de Sarrebruck-Commercyt (1490–1571), az 1504-ben elhunyt II. Robert de Sarrebruck-Commercy braine-i és roucy-i gróf, valamint Marie d'Amboise leányát, III. Amé de Sarrebruck-Commercy (1495–1525) gróf testvérét, aki anyja révén II. Charles d'Amboise (1472 k.–1511) marsall és Georges d'Amboise (1460–1510) bíboros unokahúga volt. Amé gróf fiatalon, gyermektelenül halt meg, ekkor birtokait felosztották leánytestvérei között. Robert de La Marck felesége, Guillemette örökölte meg a braine-i grófságot és néhány uradalmát (Monta(i)gu, Neufchâtel-sur-Aisne, Pontarcy, La Ferté-Gaucher). Guillemette I. Ferenc gyermekeinek nevelője (gouvernante), továbbá 1560-ig az összes királynő – Bretagne-i Anna, Habsburg Eleonóra, Medici Katalin és Stuart Mária – társalkodónője volt.
A párnak egyetlen gyermeke született:
- IV. Robert de La Marck, azaz Bouillon marsall (1512–1556): Bouillon hercege, Sedan fejedelme, Braine grófja, 1547-től Franciaország marsallja.

## Emlékiratai
A paviai csatában fogságba esve írta meg emlékiratait, amiket első ízben 1735-ban adtak ki. A könyvben az 1503–1521 közti franciaországi, itáliai és németországi eseményeket dolgozta fel.

## Galéria
- A La Marck-ház címere
- Jean Clouet portréja La Marck feleségéről, Guillemette de Sarrebruckről (1537)

## Fordítás
Ez a szócikk részben vagy egészben  a   Robert III de La Marck című francia Wikipédia-szócikk ezen változatának fordításán alapul.  Az eredeti cikk szerkesztőit annak laptörténete sorolja fel. Ez a jelzés csupán a megfogalmazás eredetét és a szerzői jogokat jelzi, nem szolgál a cikkben szereplő információk forrásmegjelöléseként.